# Liste des chapelles des Pyrénées-Orientales
La liste des chapelles des Pyrénées-Orientales présente les chapelles situées sur le territoire des communes du département français des Pyrénées-Orientales. Il est fait état des diverses protections dont elles peuvent bénéficier, et notamment les inscriptions et classements au titre des monuments historiques.
Toutes sont situées dans le diocèse de Perpignan-Elne.

## Liste
| Chapelle                                                                          | Commune                             | Adresse                                                              | Coordonnées                      | Notice         | Protection                                                           | Date | Illustration                                                                |
| --------------------------------------------------------------------------------- | ----------------------------------- | -------------------------------------------------------------------- | -------------------------------- | -------------- | -------------------------------------------------------------------- | ---- | --------------------------------------------------------------------------- |
| Chapelle Saint-Joseph de Pujol de Dalt                                            | Amélie-les-Bains-Palalda            | Pujol de Dalt, 66110 Amélie-les-Bains-Palalda                        | 42° 25′ 39″ nord, 2° 40′ 34″ est |                |                                                                      |      | Image manquante Téléverser                                                  |
| Chapelle Notre-Dame de Can Félix                                                  | Amélie-les-Bains-Palalda            | Can Félix, 66110 Amélie-les-Bains-Palalda                            | 42° 26′ 50″ nord, 2° 41′ 41″ est |                |                                                                      |      | Image manquante Téléverser                                                  |
| Chapelle Notre-Dame-du-Rosaire de Palalda                                         | Amélie-les-Bains-Palalda            | route de Can Malcion, Palalda, 66110 Amélie-les-Bains-Palalda        | 42° 29′ 06″ nord, 2° 40′ 28″ est |                |                                                                      |      | Chapelle Notre-Dame-du-Rosaire de Palalda                                   |
| Chapelle Saint-Martin d'Envalls                                                   | Angoustrine-Villeneuve-des-Escaldes | 66760 Angoustrine-Villeneuve-des-Escaldes                            | 42° 30′ 57″ nord, 1° 57′ 20″ est | « PA66000001 » | Inscrit MH                                                           | 1996 | Chapelle Saint-Martin d'Envalls                                             |
| Chapelle Notre-Dame-des-Grâces des Escaldes                                       | Angoustrine-Villeneuve-des-Escaldes | 37-35, D10, 66760 Angoustrine-Villeneuve-des-Escaldes                | 42° 29′ 16″ nord, 1° 57′ 13″ est |                |                                                                      |      | Chapelle Notre-Dame-des-Grâces des Escaldes                                 |
| Chapelle Saint-Jérôme d'Argelès                                                   | Argelès-sur-Mer                     | 2644 Sainte-Magdeleine S, 66700 Argelès-sur-Mer                      | 42° 31′ 45″ nord, 3° 00′ 00″ est |                |                                                                      |      | Chapelle Saint-Jérôme d'Argelès                                             |
| Chapelle Saint-Laurent-du-Mont d'Argelès-sur-Mer                                  | Argelès-sur-Mer                     | 66700 Argelès-sur-Mer                                                | 42° 31′ 17″ nord, 3° 01′ 10″ est | « PA00104190 » | Classé MH                                                            | 1994 | Chapelle Saint-Laurent-du-Mont d'Argelès-sur-Mer                            |
| Chapelle Sainte-Marie-Étoile-de-la-Mer                                            | Argelès-sur-Mer                     | Av. des Mimosas, 66700 Argelès-sur-Mer                               | 42° 33′ 14″ nord, 3° 02′ 41″ est |                |                                                                      |      | Chapelle Sainte-Marie-Étoile-de-la-Mer                                      |
| Chapelle Saint-Jean-l'Évangéliste du Mas d'en Camps                               | Arles-sur-Tech                      | Mas d'en Camps, 66150 Arles-sur-Tech                                 | 42° 26′ 09″ nord, 2° 36′ 04″ est |                |                                                                      |      | Image manquante Téléverser                                                  |
| Chapelle Saints-Abdon-et-Sennen d'Arles-sur-Tech                                  | Arles-sur-Tech                      | le palau 66150, Arles-sur-Tech                                       | 42° 27′ 23″ nord, 2° 38′ 05″ est |                |                                                                      |      | Image manquante Téléverser                                                  |
| Chapelle Saint-Gabriel de Cabrils                                                 | Ayguatébia-Talau                    | 66360 Ayguatébia-Talau                                               | 42° 33′ 09″ nord, 2° 14′ 35″ est |                |                                                                      |      | Image manquante Téléverser                                                  |
| Chapelle du cimetière de Baixas                                                   | Baixas                              | 66390 Baixas                                                         | 42° 45′ 10″ nord, 2° 48′ 53″ est |                |                                                                      |      | Image manquante Téléverser                                                  |
| Chapelle Sainte-Anne de Banyuls-dels-Aspres                                       | Banyuls-dels-Aspres                 | 4-6 Rue Sainte-Anne, 66300 Banyuls-dels-Aspres                       | 42° 34′ 00″ nord, 2° 51′ 55″ est |                |                                                                      |      | Chapelle Sainte-Anne de Banyuls-dels-Aspres                                 |
| Chapelle Notre-Dame-de-la-Salette de Banyuls-sur-Mer                              | Banyuls-sur-Mer                     | Sarrat de l'Ouillastre Oué, 66650 Banyuls-sur-Mer                    | 42° 28′ 31″ nord, 3° 06′ 34″ est |                |                                                                      |      | Chapelle Notre-Dame-de-la-Salette de Banyuls-sur-Mer                        |
| Chapelle Saint-Michel du château de Caladroy                                      | Bélesta                             | 66720 Belesta                                                        | 42° 43′ 22″ nord, 2° 38′ 39″ est |                |                                                                      |      | Chapelle Saint-Michel du château de Caladroy                                |
| Chapelle du Sacré-Cœur de Jésus du château de Caladroy                            | Bélesta                             | 66720 Belesta                                                        | 42° 43′ 22″ nord, 2° 38′ 39″ est |                |                                                                      |      | Chapelle du Sacré-Cœur de Jésus du château de Caladroy                      |
| Chapelle Sainte-Anne de Bouleternère                                              | Bouleternère                        | 66130 Bouleternère                                                   | 42° 39′ 07″ nord, 2° 34′ 29″ est |                |                                                                      |      | Chapelle Sainte-Anne de Bouleternère                                        |
| Chapelle de la Mère de Dieu de Mas Blanc                                          | Bourg-Madame                        | 22, avenue Emmanuel Brousse, lieu-dit, Mas Blanc, 66760 Bourg-Madame | 42° 26′ 26″ nord, 1° 56′ 50″ est |                |                                                                      |      | Image manquante Téléverser                                                  |
| Chapelle de Darnac                                                                | Brouilla                            | 66620 Brouilla                                                       | 42° 35′ 34″ nord, 2° 52′ 33″ est |                |                                                                      |      | Image manquante Téléverser                                                  |
| Chapelle Notre-Dame del Coll                                                      | Calmeilles                          | 66400 Calmeilles                                                     | 42° 34′ 06″ nord, 2° 40′ 36″ est |                |                                                                      |      | Image manquante Téléverser                                                  |
| Chapelle Saint-Pierre du château de Paracolls                                     | Campôme                             | 66500 Molitg-les-Bains                                               | 42° 38′ 40″ nord, 2° 23′ 11″ est |                |                                                                      |      | Chapelle Saint-Pierre du château de Paracolls                               |
| Chapelle Saint-Martin du château de Canet-en-Roussillon                           | Canet-en-Roussillon                 | 18 Rue de la Vierge, 66140 Canet-en-Roussillon                       | 42° 42′ 25″ nord, 3° 00′ 32″ est |                |                                                                      |      | Chapelle Saint-Martin du château de Canet-en-Roussillon                     |
| Chapelle Saint-Pierre du château de Castelnou                                     | Castelnou                           | Place de l'École, 66300 Castelnou                                    | 42° 37′ 07″ nord, 2° 42′ 11″ est |                |                                                                      |      | Chapelle Saint-Pierre du château de Castelnou                               |
| Chapelle Sainte-Marie du Mas Aragon                                               | Castelnou                           | Castelnau, 66300 Castelnou                                           | 42° 38′ 34″ nord, 2° 42′ 50″ est |                |                                                                      |      | Image manquante Téléverser                                                  |
| Chapelle Saint-Jacques de Calahons                                                | Catllar                             | 66500 Catllar                                                        | 42° 38′ 55″ nord, 2° 25′ 38″ est |                |                                                                      |      | Chapelle Saint-Jacques de Calahons                                          |
| Chapelle de Catllar                                                               | Catllar                             | 332 Camí de Mosset, 66500 Catllar                                    | 42° 38′ 04″ nord, 2° 25′ 10″ est |                |                                                                      |      | Chapelle de Catllar                                                         |
| Chapelle Notre-Dame des Voltes                                                    | Catllar                             | 3 Chemin du Salt Gros, 66500 Catllar                                 | 42° 38′ 01″ nord, 2° 25′ 12″ est |                |                                                                      |      | Chapelle Notre-Dame des Voltes                                              |
| Chapelle Saint-Martin de Caudiès-de-Fenouillède                                   | Caudiès-de-Fenouillèdes             |                                                                      | 42° 48′ 35″ nord, 2° 22′ 16″ est |                |                                                                      |      | Image manquante Téléverser                                                  |
| Chapelle Saint-Martin de Caudiès-de-Fenouillède                                   | Caudiès-de-Fenouillèdes             |                                                                      | 42° 48′ 35″ nord, 2° 22′ 16″ est |                |                                                                      |      | Image manquante Téléverser                                                  |
| Chapelle Sainte-Marguerite du château d'Aubiry                                    | Céret                               |                                                                      | 42° 30′ 47″ nord, 2° 45′ 57″ est |                |                                                                      |      | Chapelle Sainte-Marguerite du château d'Aubiry                              |
| Chapelle Saint-Augustin de Céret                                                  | Céret                               |                                                                      | 42° 29′ 00″ nord, 2° 44′ 50″ est |                |                                                                      |      | Image manquante Téléverser                                                  |
| Chapelle Notre-Dame-des-Anges du couvent des Capucins de Céret                    | Céret                               |                                                                      | 42° 28′ 59″ nord, 2° 45′ 07″ est |                |                                                                      |      | Chapelle Notre-Dame-des-Anges du couvent des Capucins de Céret              |
| Chapelle Saint-Roch de Céret                                                      | Céret                               |                                                                      | 42° 29′ 04″ nord, 2° 44′ 56″ est |                |                                                                      |      | Chapelle Saint-Roch de Céret                                                |
| Chapelle Sainte-Anne du Mas Companyo                                              | Céret                               |                                                                      | 42° 27′ 34″ nord, 2° 45′ 01″ est |                |                                                                      |      | Image manquante Téléverser                                                  |
| Chapelle Saint-Louis-Roi du Mas des Capellans                                     | Céret                               |                                                                      | 42° 28′ 16″ nord, 2° 46′ 40″ est |                |                                                                      |      | Image manquante Téléverser                                                  |
| Chapelle Saint-Augustin du Mas d'en Ribes                                         | Céret                               |                                                                      | 42° 27′ 44″ nord, 2° 45′ 26″ est |                |                                                                      |      | Image manquante Téléverser                                                  |
| Chapelle Sainte-Isabelle du Mas Querol                                            | Céret                               |                                                                      | 42° 27′ 35″ nord, 2° 44′ 27″ est |                |                                                                      |      | Image manquante Téléverser                                                  |
| Chapelle Notre-Dame des Douleurs du Mas Seriès                                    | Céret                               |                                                                      | 42° 29′ 17″ nord, 2° 45′ 32″ est |                |                                                                      |      | Image manquante Téléverser                                                  |
| Chapelle Saint-Joachim du Mas Parer                                               | Céret                               |                                                                      | 42° 27′ 23″ nord, 2° 44′ 05″ est |                |                                                                      |      | Image manquante Téléverser                                                  |
| Chapelle Saint-Sébastien de Céret                                                 | Céret                               |                                                                      | 42° 29′ 45″ nord, 2° 44′ 41″ est |                |                                                                      |      | Chapelle Saint-Sébastien de Céret                                           |
| Capelleta de Céret                                                                | Céret                               |                                                                      | 42° 29′ 06″ nord, 2° 45′ 00″ est |                |                                                                      |      | Image manquante Téléverser                                                  |
| Chapelle Saint-Pierre de Cuixà                                                    | Codalet                             |                                                                      | 42° 35′ 34″ nord, 2° 25′ 12″ est |                |                                                                      |      | Image manquante Téléverser                                                  |
| Chapelle de la Mère de Dieu du Bon Succès de Collioure                            | Collioure                           |                                                                      | 42° 31′ 39″ nord, 3° 05′ 02″ est |                |                                                                      |      | Chapelle de la Mère de Dieu du Bon Succès de Collioure                      |
| Chapelle Saint-Vincent de Collioure                                               | Collioure                           |                                                                      | 42° 31′ 42″ nord, 3° 05′ 15″ est |                |                                                                      |      | Chapelle Saint-Vincent de Collioure                                         |
| Chapelle Sainte-Madeleine de Conat                                                | Conat                               |                                                                      | 42° 36′ 50″ nord, 2° 21′ 19″ est |                |                                                                      |      | Chapelle Sainte-Madeleine de Conat                                          |
| Chapelle Sainte-Marie du château de Corneilla-de-Conflent                         | Corneilla-de-Conflent               |                                                                      | à géolocaliser                   |                |                                                                      |      | Image manquante Téléverser                                                  |
| Chapelle Notre-Dame-du-Paradis de Corneilla-del-Vercol                            | Corneilla-del-Vercol                |                                                                      | 42° 37′ 40″ nord, 2° 57′ 31″ est |                |                                                                      |      | Chapelle Notre-Dame-du-Paradis de Corneilla-del-Vercol                      |
| Chapelle Notre-Dame-du-Pardon de Can Damunt                                       | Coustouges                          |                                                                      | 42° 21′ 21″ nord, 2° 40′ 03″ est |                |                                                                      |      | Image manquante Téléverser                                                  |
| Chapelle Notre-Dame-de-Belloc                                                     | Dorres                              |                                                                      | 42° 28′ 45″ nord, 1° 55′ 34″ est | « PA00104010 » | Inscrit MH                                                           | 1980 | Chapelle Notre-Dame-de-Belloc                                               |
| Chapelle de la Mageta                                                             | Dorres                              |                                                                      | 42° 29′ 04″ nord, 1° 55′ 58″ est |                |                                                                      |      | Chapelle de la Mageta                                                       |
| Chapelle du Saint-Christ de Dorres                                                | Dorres                              |                                                                      | 42° 29′ 17″ nord, 1° 56′ 49″ est |                |                                                                      |      | Image manquante Téléverser                                                  |
| Chapelle Saint-Georges d'Elne                                                     | Elne                                |                                                                      | 42° 35′ 57″ nord, 2° 58′ 16″ est |                |                                                                      |      | Image manquante Téléverser                                                  |
| Chapelle Sant-Jordi d'Elne                                                        | Elne                                | 14 Pl. de l'Hospice, 66200 Elne                                      | 42° 36′ 00″ nord, 2° 58′ 15″ est |                |                                                                      |      | Chapelle Sant-Jordi d'Elne                                                  |
| Chapelle Saint-Fructueux de Brangoli                                              | Enveitg                             |                                                                      | 42° 28′ 54″ nord, 1° 54′ 29″ est |                |                                                                      |      | Chapelle Saint-Fructueux de Brangoli                                        |
| Chapelle Notre-Dame d'Err                                                         | Err                                 |                                                                      | 42° 26′ 28″ nord, 2° 01′ 59″ est | « PA00104019 » | Inscrit MH                                                           | 1993 | Chapelle Notre-Dame d'Err                                                   |
| Chapelle Sainte-Christine d'Aytua                                                 | Escaro                              |                                                                      | 42° 32′ 21″ nord, 2° 19′ 56″ est |                |                                                                      |      | Chapelle Sainte-Christine d'Aytua                                           |
| Chapelle Notre-Dame-des-Anges d'Espira-de-l'Agly                                  | Espira-de-l'Agly                    |                                                                      | 42° 46′ 44″ nord, 2° 50′ 11″ est |                |                                                                      |      | Chapelle Notre-Dame-des-Anges d'Espira-de-l'Agly                            |
| Chapelle de l'Immaculée-Conception d'Estagel                                      | Estagel                             |                                                                      | 42° 46′ 23″ nord, 2° 41′ 50″ est |                |                                                                      |      | Chapelle de l'Immaculée-Conception d'Estagel                                |
| Chapelle Notre-Dame-de-Montserrat d'Estagel                                       | Estagel                             |                                                                      | 42° 46′ 17″ nord, 2° 41′ 34″ est |                |                                                                      |      | Chapelle Notre-Dame-de-Montserrat d'Estagel                                 |
| Chapelle Saint-Vincent d'Eus                                                      | Eus                                 |                                                                      | 42° 38′ 24″ nord, 2° 27′ 14″ est | « PA00104025 » | Classé MH                                                            | 1960 | Chapelle Saint-Vincent d'Eus                                                |
| Presbytère et chapelle des Torres                                                 | Font-Romeu-Odeillo-Via              |                                                                      | 42° 30′ 21″ nord, 2° 02′ 07″ est |                |                                                                      |      | Image manquante Téléverser                                                  |
| Chapelle Saint-Vincent de Portolers                                               | Font-Romeu-Odeillo-Via              |                                                                      | 42° 28′ 41″ nord, 2° 02′ 29″ est |                |                                                                      |      | Image manquante Téléverser                                                  |
| Chapelle Notre-Dame-de-la-Santé de Saint-Thomas-de-Balaguer                       | Fontpédrouse                        |                                                                      | à géolocaliser                   |                |                                                                      |      | Image manquante Téléverser                                                  |
| Chapelle Saint-Joseph de Prats-Balaguer                                           | Fontpédrouse                        |                                                                      | à géolocaliser                   |                |                                                                      |      | Chapelle Saint-Joseph de Prats-Balaguer                                     |
| Chapelle Sainte-Marie de Villeneuve                                               | Formiguères                         |                                                                      | 42° 37′ 00″ nord, 2° 07′ 30″ est |                |                                                                      |      | Chapelle Sainte-Marie de Villeneuve                                         |
| Chapelle Saint-Sébastien de Fourques                                              | Fourques                            |                                                                      | 42° 34′ 43″ nord, 2° 47′ 01″ est |                |                                                                      |      | Chapelle Saint-Sébastien de Fourques                                        |
| Chapelle Notre-Dame-de-Vie de Fuilla                                              | Fuilla                              | anciennement chapelle Saint-Pierre de la Roca                        | 42° 34′ 33″ nord, 2° 21′ 12″ est |                |                                                                      |      | Image manquante Téléverser                                                  |
| Chapelle Santa Anna dels Quatre Termes                                            | Glorianes                           |                                                                      | 42° 33′ 59″ nord, 2° 33′ 36″ est |                |                                                                      |      | Image manquante Téléverser                                                  |
| Chapelle d'Ille-sur-Têt                                                           | Ille-sur-Têt                        |                                                                      | à géolocaliser                   |                |                                                                      |      | Image manquante Téléverser                                                  |
| Chapelle Notre-Dame de Greolera                                                   | Ille-sur-Têt                        |                                                                      | 42° 38′ 53″ nord, 2° 38′ 58″ est |                |                                                                      |      | Image manquante Téléverser                                                  |
| Chapelle Sainte-Anne de Jujols                                                    | Jujols                              |                                                                      | 42° 34′ 09″ nord, 2° 17′ 43″ est |                |                                                                      |      | Image manquante Téléverser                                                  |
| Chapelle Sainte-Marie de Jujols                                                   | Jujols                              |                                                                      | 42° 34′ 13″ nord, 2° 17′ 55″ est |                |                                                                      |      | Image manquante Téléverser                                                  |
| Chapelle Saint-Christophe de l'Albère                                             | L'Albère                            |                                                                      | 42° 29′ 31″ nord, 2° 53′ 26″ est |                |                                                                      |      | Image manquante Téléverser                                                  |
| Chapelle Saint-Michel de Mollet                                                   | La Bastide                          |                                                                      | 42° 32′ 49″ nord, 2° 35′ 20″ est |                |                                                                      |      | Image manquante Téléverser                                                  |
| Chapelle Notre-Dame de Tanya                                                      | Laroque-des-Albères                 |                                                                      | 42° 31′ 43″ nord, 2° 56′ 04″ est |                |                                                                      |      | Chapelle Notre-Dame de Tanya                                                |
| Chapelle Saint-Fructueux de Roca-Vella                                            | Laroque-des-Albères                 |                                                                      | 42° 30′ 46″ nord, 2° 55′ 44″ est |                |                                                                      |      | Chapelle Saint-Fructueux de Roca-Vella                                      |
| Chapelle Saint-Sébastien de Laroque-des-Albères                                   | Laroque-des-Albères                 |                                                                      | 42° 31′ 18″ nord, 2° 55′ 50″ est |                |                                                                      |      | Chapelle Saint-Sébastien de Laroque-des-Albères                             |
| Chapelle Saint-Martin de Latour-de-France                                         | Latour-de-France                    |                                                                      | 42° 45′ 12″ nord, 2° 37′ 26″ est | « PA00132616 » | Inscrit MH                                                           | 1994 | Chapelle Saint-Martin de Latour-de-France                                   |
| Chapelle Notre-Dame-de-tous-les-Horizons du Barcarès                              | Le Barcarès                         |                                                                      | 42° 49′ 31″ nord, 3° 02′ 15″ est |                |                                                                      |      | Chapelle Notre-Dame-de-tous-les-Horizons du Barcarès                        |
| Chapelle Saint-Antoine du Boulou                                                  | Le Boulou                           |                                                                      | 42° 31′ 24″ nord, 2° 50′ 01″ est |                |                                                                      |      | Chapelle Saint-Antoine du Boulou                                            |
| Chapelle Saint-Philippe du Boulou                                                 | Le Boulou                           |                                                                      | 42° 30′ 28″ nord, 2° 49′ 43″ est |                |                                                                      |      | Image manquante Téléverser                                                  |
| Chapelle du Fort de Bellegarde du Perthus                                         | Le Perthus                          |                                                                      | 42° 27′ 32″ nord, 2° 51′ 34″ est |                |                                                                      |      | Chapelle du Fort de Bellegarde du Perthus                                   |
| Chapelle Saint-Dominique du château                                               | Le Soler                            |                                                                      | 42° 41′ 05″ nord, 2° 47′ 32″ est |                |                                                                      |      | Chapelle Saint-Dominique du château                                         |
| Chapelle Saint-Gabriel de Girvés                                                  | Llo                                 |                                                                      | 42° 27′ 06″ nord, 2° 03′ 36″ est |                |                                                                      |      | Chapelle Saint-Gabriel de Girvés                                            |
| Chapelle Saint-Sébastien d'Avellanet                                              | Los Masos                           |                                                                      | 42° 36′ 54″ nord, 2° 26′ 58″ est |                |                                                                      |      | Image manquante Téléverser                                                  |
| Chapelle Saint-Sébastien d'Avellanet                                              | Los Masos                           |                                                                      | 42° 36′ 54″ nord, 2° 26′ 58″ est |                |                                                                      |      | Image manquante Téléverser                                                  |
| Chapelle Saint-Pons de Marquixanes                                                | Marquixanes                         |                                                                      | 42° 38′ 18″ nord, 2° 29′ 04″ est |                |                                                                      |      | Image manquante Téléverser                                                  |
| Chapelle Saint-Martin de Fenollar                                                 | Maureillas-las-Illas                |                                                                      | 42° 30′ 12″ nord, 2° 49′ 16″ est | « PA00104045 » | Classé MH                                                            | 1967 | Chapelle Saint-Martin de Fenollar                                           |
| Chapelle Sainte-Madeleine de Maureillas                                           | Maureillas-las-Illas                | 12 Rue Sainte-Madeleine, 66480 Maureillas-Las-Illas                  | 42° 29′ 21″ nord, 2° 48′ 24″ est |                |                                                                      |      | Chapelle Sainte-Madeleine de Maureillas                                     |
| Chapelle Saint-Roch de Maury                                                      | Maury                               |                                                                      | 42° 48′ 38″ nord, 2° 35′ 57″ est |                |                                                                      |      | Image manquante Téléverser                                                  |
| Chapelle Notre-Dame-du-Remède de Millas                                           | Millas                              |                                                                      | 42° 42′ 07″ nord, 2° 41′ 01″ est |                |                                                                      |      | Image manquante Téléverser                                                  |
| Chapelle Notre-Dame de Força Réal                                                 | Millas                              |                                                                      | 42° 43′ 39″ nord, 2° 41′ 50″ est |                |                                                                      |      | Chapelle Notre-Dame de Força Réal                                           |
| Chapelle Notre-Dame-des-Douleurs de Millas                                        | Millas                              |                                                                      | 42° 41′ 34″ nord, 2° 41′ 50″ est |                |                                                                      |      | Chapelle Notre-Dame-des-Douleurs de Millas                                  |
| Chapelle Notre-Dame-du-Perpétuel-Secours de Molitg-les-Bains                      | Molitg-les-Bains                    |                                                                      | 42° 38′ 49″ nord, 2° 23′ 15″ est |                |                                                                      |      | Image manquante Téléverser                                                  |
| Chapelle Notre-Dame de Corbiac                                                    | Mosset                              |                                                                      | 42° 39′ 35″ nord, 2° 21′ 50″ est | « PA66000008 » | Inscrit MH                                                           | 2000 | Chapelle Notre-Dame de Corbiac                                              |
| Chapelle Saint-Assiscle de Porcinyans                                             | Nyer                                | Mas d'en Porsignan, 66360 Nyer                                       | 42° 32′ 00″ nord, 2° 17′ 28″ est |                |                                                                      |      | Image manquante Téléverser                                                  |
| Chapelle Saint-Jacques de Nyer                                                    | Nyer                                |                                                                      | 42° 31′ 58″ nord, 2° 16′ 33″ est |                |                                                                      |      | Image manquante Téléverser                                                  |
| Chapelle Notre-Dame-de-la-Santé de Thuès-les-Bains                                | Nyer                                |                                                                      | 42° 31′ 45″ nord, 2° 14′ 53″ est |                |                                                                      |      | Image manquante Téléverser                                                  |
| Chapelle Saint-Étienne d'Évol                                                     | Olette                              |                                                                      | 42° 34′ 21″ nord, 2° 15′ 13″ est |                |                                                                      |      | Chapelle Saint-Étienne d'Évol                                               |
| Chapelle Saint-Antoine d'Olette                                                   | Olette                              |                                                                      | 42° 33′ 29″ nord, 2° 16′ 58″ est |                |                                                                      |      | Image manquante Téléverser                                                  |
| Chapelle Saint-Joseph de Valloriola                                               | Opoul-Périllos                      |                                                                      | 42° 52′ 40″ nord, 2° 49′ 47″ est |                |                                                                      |      | Image manquante Téléverser                                                  |
| Chapelle Notre-Dame-des-Morts du cimetière d'Opoul                                | Opoul-Périllos                      |                                                                      | 42° 52′ 02″ nord, 2° 52′ 30″ est |                |                                                                      |      | Image manquante Téléverser                                                  |
| Chapelle Notre-Dame-de-la-Victoire d'Opoul                                        | Opoul-Périllos                      |                                                                      | 42° 52′ 06″ nord, 2° 51′ 43″ est |                |                                                                      |      | Image manquante Téléverser                                                  |
| Chapelle Sainte-Colombe de Bordoll                                                | Oreilla                             |                                                                      | 42° 34′ 53″ nord, 2° 11′ 51″ est |                |                                                                      |      | Image manquante Téléverser                                                  |
| Chapelle Saint-Étienne d'Océnias                                                  | Oreilla                             |                                                                      | à géolocaliser                   |                |                                                                      |      | Image manquante Téléverser                                                  |
| Chapelle Saint-Roch d'Osséja                                                      | Osséja                              |                                                                      | 42° 24′ 53″ nord, 1° 58′ 29″ est |                |                                                                      |      | Image manquante Téléverser                                                  |
| Chapelle Saint-Luc de Puigrodon                                                   | Passa                               |                                                                      | 42° 33′ 05″ nord, 2° 47′ 59″ est |                |                                                                      |      | Chapelle Saint-Luc de Puigrodon                                             |
| Chapelle Notre-Dame-des-Anges de Perpignan                                        | Perpignan                           |                                                                      | 42° 41′ 47″ nord, 2° 53′ 28″ est | « PA00104068 » | Classé MH Chapelle, ainsi que les vestiges du cloître Saint-François | 1974 | Chapelle Notre-Dame-des-Anges de Perpignan                                  |
| Chapelle Sainte-Catherine du Vernet                                               | Perpignan                           |                                                                      | 42° 43′ 15″ nord, 2° 53′ 10″ est |                |                                                                      |      | Image manquante Téléverser                                                  |
| Chapelle Saint-Galderic de Perpignan                                              | Perpignan                           |                                                                      | 42° 41′ 21″ nord, 2° 54′ 38″ est |                |                                                                      |      | Chapelle Saint-Galderic de Perpignan                                        |
| Chapelle Saint-Jean du cloître de l'église de la Réal                             | Perpignan                           |                                                                      | 42° 41′ 47″ nord, 2° 53′ 52″ est |                |                                                                      |      | Chapelle Saint-Jean du cloître de l'église de la Réal                       |
| Chapelle du Dévôt-Christ                                                          | Perpignan                           |                                                                      | 42° 42′ 02″ nord, 2° 53′ 50″ est |                |                                                                      |      | Chapelle du Dévôt-Christ                                                    |
| Chapelle Sainte-Marie de Perpignan                                                | Perpignan                           |                                                                      | 42° 42′ 00″ nord, 2° 53′ 54″ est |                |                                                                      |      | Image manquante Téléverser                                                  |
| Chapelle Notre-Dame-de-l'Espérance de l'hôpital                                   | Perpignan                           |                                                                      | 42° 42′ 05″ nord, 2° 53′ 48″ est |                |                                                                      |      | Chapelle Notre-Dame-de-l'Espérance de l'hôpital                             |
| Chapelle Sainte-Marie-Madeleine du palais des rois de Majorque                    | Perpignan                           |                                                                      | 42° 41′ 38″ nord, 2° 53′ 46″ est |                |                                                                      |      | Chapelle Sainte-Marie-Madeleine du palais des rois de Majorque              |
| Chapelle Notre-Dame-de-la-Miséricorde de Perpignan                                | Perpignan                           |                                                                      | 42° 41′ 24″ nord, 2° 53′ 08″ est |                |                                                                      |      | Chapelle Notre-Dame-de-la-Miséricorde de Perpignan                          |
| Chapelle Notre-Dame-de-Lourdes de Perpignan                                       | Perpignan                           |                                                                      | 42° 41′ 57″ nord, 2° 53′ 29″ est |                |                                                                      |      | Chapelle Notre-Dame-de-Lourdes de Perpignan                                 |
| Chapelle Saint-Joseph de Casa Meva                                                | Perpignan                           |                                                                      | 42° 41′ 59″ nord, 2° 53′ 28″ est |                |                                                                      |      | Chapelle Saint-Joseph de Casa Meva                                          |
| Chapelle Saint-Joseph de Torremila                                                | Perpignan                           |                                                                      | 42° 44′ 05″ nord, 2° 51′ 23″ est |                |                                                                      |      | Chapelle Saint-Joseph de Torremila                                          |
| Chapelle de l'Immaculée de la clinique Saint-Roch                                 | Perpignan                           |                                                                      | 42° 41′ 47″ nord, 2° 53′ 10″ est |                |                                                                      |      | Chapelle de l'Immaculée de la clinique Saint-Roch                           |
| Chapelle Saint-Jean-l'Évangéliste de la Salle                                     | Perpignan                           |                                                                      | 42° 41′ 53″ nord, 2° 54′ 26″ est |                |                                                                      |      | Image manquante Téléverser                                                  |
| Chapelle Saint-Jean-l'Évangéliste de Puig Otrer                                   | Perpignan                           |                                                                      | 42° 42′ 39″ nord, 2° 57′ 26″ est |                |                                                                      |      | Image manquante Téléverser                                                  |
| Chapelle Sainte-Marie du couvent des Dominicains de Perpignan                     | Perpignan                           |                                                                      | 42° 42′ 01″ nord, 2° 53′ 58″ est |                |                                                                      |      | Chapelle Sainte-Marie du couvent des Dominicains de Perpignan               |
| Chapelle Sainte-Jeanne-d'Arc de Perpignan                                         | Perpignan                           |                                                                      | 42° 41′ 50″ nord, 2° 52′ 47″ est |                |                                                                      |      | Image manquante Téléverser                                                  |
| Chapelle Saint-Joseph du Vernet                                                   | Perpignan                           |                                                                      | 42° 43′ 14″ nord, 2° 53′ 08″ est |                |                                                                      |      | Image manquante Téléverser                                                  |
| Chapelle Notre-Dame-de-Lourdes de la clinique des Plàtans                         | Perpignan                           |                                                                      | 42° 42′ 12″ nord, 2° 54′ 11″ est |                |                                                                      |      | Chapelle Notre-Dame-de-Lourdes de la clinique des Plàtans                   |
| Chapelle Notre-Dame-du-Carmel de la clinique La Rossellonesa                      | Perpignan                           |                                                                      | 42° 43′ 14″ nord, 2° 53′ 09″ est |                |                                                                      |      | Image manquante Téléverser                                                  |
| Chapelle de la loge de mer de Perpignan                                           | Perpignan                           |                                                                      | 42° 41′ 59″ nord, 2° 53′ 42″ est |                |                                                                      |      | Chapelle de la loge de mer de Perpignan                                     |
| Chapelle de la clinique Saint-Christophe                                          | Perpignan                           |                                                                      | 42° 42′ 58″ nord, 2° 53′ 41″ est |                |                                                                      |      | Image manquante Téléverser                                                  |
| Chapelle du Christ-Roi du Vernet                                                  | Perpignan                           |                                                                      | 42° 42′ 40″ nord, 2° 53′ 23″ est |                |                                                                      |      | Chapelle du Christ-Roi du Vernet                                            |
| Chapelle Sainte-Marie-de-la-Victoire de Perpignan                                 | Perpignan                           |                                                                      | 42° 41′ 58″ nord, 2° 54′ 01″ est |                |                                                                      |      | Chapelle Sainte-Marie-de-la-Victoire de Perpignan                           |
| Chapelle du Saint-Sacrement de Perpignan                                          | Perpignan                           |                                                                      | 42° 41′ 59″ nord, 2° 53′ 57″ est |                |                                                                      |      | Chapelle du Saint-Sacrement de Perpignan                                    |
| Chapelle Saint-Georges de Perpignan                                               | Perpignan                           |                                                                      | 42° 42′ 00″ nord, 2° 53′ 58″ est |                |                                                                      |      | Chapelle Saint-Georges de Perpignan                                         |
| Chapelle Saint-Louis-de-Gonzague de Perpignan                                     | Perpignan                           |                                                                      | 42° 43′ 02″ nord, 2° 52′ 42″ est |                |                                                                      |      | Chapelle Saint-Louis-de-Gonzague de Perpignan                               |
| Chapelle de la paroisse Saint-Martin de Sant Marti                                | Perpignan                           | 12 Rue Alart Julien Bernard, 66000 Perpignan                         | 42° 41′ 30″ nord, 2° 53′ 04″ est |                |                                                                      |      | Image manquante Téléverser                                                  |
| Chapelle des Petites Sœurs des Pauvres de Vertefeuille                            | Perpignan                           | 13 Rue Jeanne Jugan, 66100 Perpignan                                 | 42° 40′ 21″ nord, 2° 54′ 21″ est |                |                                                                      |      | Image manquante Téléverser                                                  |
| Chapelle du foyer Nazareth et de la Congrégation des Filles de Jésus de Perpignan | Perpignan                           | 166 Av. Maréchal Joffre, 66000 Perpignan                             | 42° 42′ 48″ nord, 2° 53′ 22″ est |                |                                                                      |      | Image manquante Téléverser                                                  |
| Chapelle du Tiers-Ordre de Perpignan                                              | Perpignan                           | Pl. de la Révolution Française, 66000 Perpignan                      | 42° 42′ 00″ nord, 2° 53′ 57″ est |                |                                                                      |      | Image manquante Téléverser                                                  |
| Chapelle Saint-Dominique de Perpignan                                             | Perpignan                           | Pl. de la Révolution Française, 66000 Perpignan                      | 42° 42′ 00″ nord, 2° 53′ 57″ est |                |                                                                      |      | Image manquante Téléverser                                                  |
| Chapelle Saint-Pierre de Planèzes                                                 | Planèzes                            |                                                                      | 42° 46′ 02″ nord, 2° 37′ 17″ est |                |                                                                      |      | Image manquante Téléverser                                                  |
| Chapelle de l'Immaculée de Port-Vendres                                           | Port-Vendres                        |                                                                      | 42° 31′ 15″ nord, 3° 06′ 29″ est |                |                                                                      |      | Image manquante Téléverser                                                  |
| Chapelle Notre-Dame-du-Carmel de Courbassil                                       | Porta                               |                                                                      | 42° 29′ 44″ nord, 1° 50′ 53″ est |                |                                                                      |      | Image manquante Téléverser                                                  |
| Chapelle Saint-Éloi de Porta                                                      | Porta                               |                                                                      | 42° 31′ 33″ nord, 1° 49′ 24″ est |                |                                                                      |      | Image manquante Téléverser                                                  |
| Chapelle Saint-Joseph de Prades                                                   | Prades                              | 1 Rue de la Basse, 66500 Prades                                      | 42° 37′ 06″ nord, 2° 25′ 28″ est |                |                                                                      |      | Image manquante Téléverser                                                  |
| Chapelle Saint-Joseph de la clinique de Prades                                    | Prades                              | 1 Rue de la Basse, 66500 Prades                                      | 42° 37′ 06″ nord, 2° 25′ 28″ est |                |                                                                      |      | Chapelle Saint-Joseph de la clinique de Prades                              |
| Chapelle Notre-Dame-de-l'Espérance de Prades                                      | Prades                              |                                                                      | 42° 37′ 06″ nord, 2° 25′ 28″ est |                |                                                                      |      | Image manquante Téléverser                                                  |
| Chapelle Saints-Côme-et-Damien de Prades                                          | Prades                              | 8 Rue de l'Abattoir, 66500 Prades                                    | 42° 37′ 07″ nord, 2° 25′ 44″ est |                |                                                                      |      | Chapelle Saints-Côme-et-Damien de Prades                                    |
| Chapelle Sainte-Marguerite du col d'Ares                                          | Prats-de-Mollo-la-Preste            |                                                                      | 42° 22′ 27″ nord, 2° 27′ 56″ est | « PA66000024 » | Inscrit MH                                                           | 2009 | Chapelle Sainte-Marguerite du col d'Ares                                    |
| Chapelle Notre-Dame-du-Rosaire de Prats-de-Mollo                                  | Prats-de-Mollo-la-Preste            |                                                                      | 42° 24′ 14″ nord, 2° 28′ 59″ est |                |                                                                      |      | Image manquante Téléverser                                                  |
| Chapelle Saint-Antoine-de-Padoue de l'hôpital de Prats-de-Mollo                   | Prats-de-Mollo-la-Preste            |                                                                      | 42° 24′ 17″ nord, 2° 28′ 43″ est |                |                                                                      |      | Image manquante Téléverser                                                  |
| Chapelle Saint-Christ de Sandreu                                                  | Prats-de-Mollo-la-Preste            |                                                                      | 42° 24′ 04″ nord, 2° 28′ 48″ est |                |                                                                      |      | Image manquante Téléverser                                                  |
| Chapelle Saint-Christ du Boix                                                     | Prats-de-Mollo-la-Preste            |                                                                      | 42° 25′ 07″ nord, 2° 25′ 47″ est |                |                                                                      |      | Image manquante Téléverser                                                  |
| Chapelle Saint-Jean-Baptiste du château de Perella                                | Prats-de-Mollo-la-Preste            |                                                                      | à géolocaliser                   |                |                                                                      |      | Image manquante Téléverser                                                  |
| Chapelle Saintes-Juste-et-Ruffine de Prats-de-Mollo                               | Prats-de-Mollo-la-Preste            |                                                                      | 42° 24′ 13″ nord, 2° 28′ 45″ est |                |                                                                      |      | Chapelle Saintes-Juste-et-Ruffine de Prats-de-Mollo                         |
| Chapelle Sainte-Lucie de Prats-de-Mollo                                           | Prats-de-Mollo-la-Preste            |                                                                      | 42° 24′ 11″ nord, 2° 28′ 40″ est |                |                                                                      |      | Image manquante Téléverser                                                  |
| Chapelle Saint-Martin de Vilaplana                                                | Prats-de-Mollo-la-Preste            |                                                                      | 42° 24′ 16″ nord, 2° 29′ 26″ est |                |                                                                      |      | Image manquante Téléverser                                                  |
| Chapelle de la Preste                                                             | Prats-de-Mollo-la-Preste            |                                                                      | 42° 24′ 31″ nord, 2° 24′ 54″ est |                |                                                                      |      | Image manquante Téléverser                                                  |
| Chapelle de la Trinité de Prunet-et-Belpuig                                       | Prunet-et-Belpuig                   |                                                                      | 42° 33′ 44″ nord, 2° 37′ 31″ est | « PA00104104 » | Classé MH                                                            | 1951 | Chapelle de la Trinité de Prunet-et-Belpuig                                 |
| Chapelle Saint-Sébastien de Ria                                                   | Ria-Sirach                          |                                                                      | 42° 36′ 38″ nord, 2° 23′ 47″ est |                |                                                                      |      | Chapelle Saint-Sébastien de Ria                                             |
| Chapelle Saint-André de Rivesaltes                                                | Rivesaltes                          |                                                                      | 42° 46′ 18″ nord, 2° 52′ 28″ est |                |                                                                      |      | Image manquante Téléverser                                                  |
| Chapelle Saint-Antoine-Abbé de Ro                                                 | Saillagouse                         |                                                                      | 42° 27′ 28″ nord, 2° 01′ 09″ est |                |                                                                      |      | Chapelle Saint-Antoine-Abbé de Ro                                           |
| Chapelle Sainte-Eugénie de Védrinyans                                             | Saillagouse                         |                                                                      | 42° 27′ 05″ nord, 2° 02′ 34″ est |                |                                                                      |      | Chapelle Sainte-Eugénie de Védrinyans                                       |
| Chapelle Saint-Michel de Saint-André                                              | Saint-André                         |                                                                      | 42° 33′ 14″ nord, 2° 58′ 01″ est |                |                                                                      |      | Image manquante Téléverser                                                  |
| Chapelle Saint-Michel de Saint-Féliu-d'Avall                                      | Saint-Féliu-d'Avall                 |                                                                      | 42° 40′ 56″ nord, 2° 44′ 13″ est |                |                                                                      |      | Image manquante Téléverser                                                  |
| Chapelle Sainte-Anne de Saint-Féliu-d'Avall                                       | Saint-Féliu-d'Avall                 |                                                                      | 42° 40′ 49″ nord, 2° 44′ 16″ est |                |                                                                      |      | Chapelle Sainte-Anne de Saint-Féliu-d'Avall                                 |
| Chapelle Saint-Sebastien de Saint-Jean-Pla-de-Corts                               | Saint-Jean-Pla-de-Corts             |                                                                      | 42° 30′ 55″ nord, 2° 47′ 12″ est |                |                                                                      |      | Chapelle Saint-Sebastien de Saint-Jean-Pla-de-Corts                         |
| Chapelle Notre-Dame-de-la-Sort                                                    | Saint-Laurent-de-Cerdans            |                                                                      | 42° 23′ 21″ nord, 2° 36′ 45″ est |                |                                                                      |      | Chapelle Notre-Dame-de-la-Sort                                              |
| Chapelle Saint-Pierre du mas Cremadells                                           | Saint-Laurent-de-Cerdans            |                                                                      | 42° 24′ 20″ nord, 2° 37′ 49″ est |                |                                                                      |      | Image manquante Téléverser                                                  |
| Chapelle Sainte-Marie-et-Saint-Joseph de Saint-Laurent-de-la-Salanque             | Saint-Laurent-de-la-Salanque        |                                                                      | 42° 46′ 24″ nord, 2° 59′ 19″ est |                |                                                                      |      | Image manquante Téléverser                                                  |
| Chapelle Notre-Dame de l'Arca                                                     | Saint-Nazaire                       |                                                                      | 42° 39′ 56″ nord, 2° 58′ 14″ est |                |                                                                      |      | Chapelle Notre-Dame de l'Arca                                               |
| Chapelle Saint-Estève de Llus                                                     | Sainte-Léocadie                     |                                                                      | 42° 26′ 27″ nord, 2° 00′ 57″ est |                |                                                                      |      | Image manquante Téléverser                                                  |
| Chapelle de Concellabre                                                           | Sainte-Léocadie                     |                                                                      | 42° 26′ 27″ nord, 1° 58′ 54″ est |                |                                                                      |      | Image manquante Téléverser                                                  |
| Chapelle Saint-Étienne de Saleilles                                               | Saleilles                           |                                                                      | 42° 39′ 13″ nord, 2° 57′ 16″ est | « PA00104128 » | Inscrit MH                                                           | 1985 | Chapelle Saint-Étienne de Saleilles                                         |
| Chapelle Saint-Sébastien du fort de Salses                                        | Salses-le-Château                   |                                                                      | 42° 50′ 23″ nord, 2° 55′ 08″ est |                |                                                                      |      | Chapelle Saint-Sébastien du fort de Salses                                  |
| Chapelle du Sacré-Cœur de Fetges                                                  | Sauto                               |                                                                      | 42° 30′ 34″ nord, 2° 07′ 49″ est |                |                                                                      |      | Chapelle du Sacré-Cœur de Fetges                                            |
| Chapelle Saint-Sébastien de Serdinya                                              | Serdinya                            |                                                                      | 42° 34′ 04″ nord, 2° 19′ 04″ est |                |                                                                      |      | Image manquante Téléverser                                                  |
| Chapelle Saint-Antoine-de-Padoue de Serralongue                                   | Serralongue                         |                                                                      | 42° 23′ 49″ nord, 2° 33′ 12″ est |                |                                                                      |      | Chapelle Saint-Antoine-de-Padoue de Serralongue                             |
| Chapelle Saint-Michel del Faig                                                    | Serralongue                         | 168-169 Al Faitg, 66230 Serralongue                                  | 42° 24′ 09″ nord, 2° 33′ 56″ est |                |                                                                      |      | Image manquante Téléverser                                                  |
| Chapelle Notre-Dame du Château d'Ultrera                                          | Sorède                              |                                                                      | 42° 30′ 57″ nord, 2° 58′ 34″ est |                |                                                                      |      | Chapelle Notre-Dame du Château d'Ultrera                                    |
| Chapelle du Christ                                                                | Sorède                              |                                                                      | 42° 31′ 00″ nord, 2° 58′ 31″ est |                |                                                                      |      | Image manquante Téléverser                                                  |
| Chapelle Saint-Michel de Sournia                                                  | Sournia                             |                                                                      | 42° 43′ 26″ nord, 2° 25′ 40″ est | « PA00104135 » | Classé MH                                                            | 1965 | Chapelle Saint-Michel de Sournia                                            |
| Chapelle des Saintes Puelles                                                      | Tautavel                            |                                                                      | 42° 48′ 48″ nord, 2° 43′ 46″ est |                |                                                                      |      | Chapelle des Saintes Puelles                                                |
| Chapelle Notre-Dame-de-la-Piété de Thuir                                          | Thuir                               |                                                                      | 42° 38′ 23″ nord, 2° 45′ 44″ est |                |                                                                      |      | Chapelle Notre-Dame-de-la-Piété de Thuir                                    |
| Chapelle Saint-Jean de Thuir                                                      | Thuir                               |                                                                      | 42° 38′ 00″ nord, 2° 45′ 13″ est |                |                                                                      |      | Chapelle Saint-Jean de Thuir                                                |
| Chapelle Saint-Sébastien de Thuir                                                 | Thuir                               |                                                                      | 42° 37′ 45″ nord, 2° 45′ 36″ est |                |                                                                      |      | Chapelle Saint-Sébastien de Thuir                                           |
| Chapelle Notre-Dame-de-l'Espérance de Thuir                                       | Thuir                               |                                                                      | 42° 37′ 37″ nord, 2° 44′ 35″ est |                |                                                                      |      | Chapelle Notre-Dame-de-l'Espérance de Thuir                                 |
| Chapelle Sainte-Colombe de Trilla                                                 | Trilla                              |                                                                      | 42° 44′ 29″ nord, 2° 31′ 06″ est |                |                                                                      |      | Image manquante Téléverser                                                  |
| Chapelle Sainte-Marie de Masdéu                                                   | Trouillas                           |                                                                      | 42° 36′ 26″ nord, 2° 50′ 11″ est |                |                                                                      |      | Chapelle Sainte-Marie de Masdéu                                             |
| Chapelle Saint-Barnabé de Valcebollère                                            | Valcebollère                        | Rte de Saint-Barnabé, 66340 Valcebollère                             | 42° 23′ 05″ nord, 2° 02′ 44″ est |                |                                                                      |      | Chapelle Saint-Barnabé de Valcebollère                                      |
| Chapelle Saint-Louis du fort Libéria                                              | Villefranche-de-Conflent            |                                                                      | 42° 35′ 23″ nord, 2° 21′ 54″ est |                |                                                                      |      | Chapelle Saint-Louis du fort Libéria                                        |
| Chapelle Saint-Sébastien de Villelongue-de-la-Salanque                            | Villelongue-de-la-Salanque          |                                                                      | 42° 43′ 37″ nord, 2° 58′ 52″ est |                |                                                                      |      | Chapelle Saint-Sébastien de Villelongue-de-la-Salanque                      |
| Chapelle Notre-Dame de Vilar                                                      | Villelongue-dels-Monts              |                                                                      | 42° 30′ 35″ nord, 2° 54′ 19″ est | « PA00104175 » | Classé MH Chapelle, y compris les fresques romanes de l'abside       | 1983 | Chapelle Notre-Dame de Vilar                                                |
| Ancienne chapelle Saint-Julien-et-Sainte-Basilisse de Villeneuve-de-la-Raho       | Villeneuve-de-la-Raho               |                                                                      | 42° 38′ 02″ nord, 2° 55′ 18″ est | « PA00104176 » | Classé MH                                                            | 1912 | Ancienne chapelle Saint-Julien-et-Sainte-Basilisse de Villeneuve-de-la-Raho |
| Chapelle Sainte-Marie-Madeleine de Sahorle                                        | Vinça                               |                                                                      | 42° 38′ 17″ nord, 2° 31′ 14″ est |                |                                                                      |      | Image manquante Téléverser                                                  |
| Chapelle du Carmel de Vinça                                                       | Vinça                               |                                                                      | 42° 38′ 34″ nord, 2° 31′ 39″ est |                |                                                                      |      | Image manquante Téléverser                                                  |
| Chapelle Saint-Gaudérique de Vinça                                                | Vinça                               | 45 Rue du Barris, 66320 Vinça                                        | 42° 38′ 51″ nord, 2° 31′ 48″ est |                |                                                                      |      | Image manquante Téléverser                                                  |
| Chapelle Saint-Sébastien de l’hôpital de Vinça                                    | Vinça                               | 12 Rue Michel Touron, 66320 Vinça                                    | 42° 38′ 43″ nord, 2° 31′ 43″ est |                |                                                                      |      | Image manquante Téléverser                                                  |
| Chapelle Sainte-Cécile de Genegals                                                | Vingrau                             |                                                                      | 42° 51′ 41″ nord, 2° 49′ 00″ est |                |                                                                      |      | Image manquante Téléverser                                                  |
| Chapelle Notre-Dame-du-Bon-Conseil de Vingrau                                     | Vingrau                             |                                                                      | 42° 50′ 58″ nord, 2° 46′ 58″ est | « IA00029730 » |                                                                      |      | Chapelle Notre-Dame-du-Bon-Conseil de Vingrau                               |